# Apocatequil
Apocatequil, secondo la mitologia inca, era il dio del fulmine. Tra i suoi compiti vi era quello di fungere da sacerdote capo nel culto della dea luna, Coniraya. Potrebbe essere un aspetto di Catequil, o una divinità differente.